# Harold Washington
Harold Lee Washington, född 15 april 1922 i Chicago, död 25 november 1987 i Chicago, var en amerikansk jurist och politiker (demokrat) som var borgmästare i Chicago från 1983 fram till sin död. Han var den förste afroamerikanen på posten någonsin.